# Регистар дирка
Регистар дирка (енгл. register key, speaker key) је дирка која се налази на доњој страни горњег тела кларинета, изнад рупе левог палца, којим се и рукује. Назива се још предувавајућа или дуодецим дирка.

## Историјат
Јохан Кристоф Денер (Johann Christoph Denner), градитељ инструмената из Нирнберга уз помоћ сина Јакоба Денера (Jacob Denner), модификовао је и унапредио стари средњевековни инструмент шалмај који је имао само дубоки регистар уградњом регистар дирке. Ово револуционарно откриће утицало је на стварање првог кларинета на свету, 1696. године.

## Употреба регистар дирке
Регистар дирка има двојаку примену:
1. Користи се да би се свирало у другом, вишем регистру. Када се дирка притисне палцем леве руке, подиже се висина већине тонова из прве октаве за дуодециму (19 полустепена). Сви тонови од тона h1 навише употребљавају регистар дирку.
2. У комбинацији са дирком левог првог прста (њоме се свира написана нота а1), свирао се тон b1.

## Октав дирка
Када се притисне октав дирка на саксофону или обои, подиже се висина већине тонова за октаву, тако да се исти прстомети користе за две различите октаве.